# Cité de l’espace
Cité de l’espace – centrum kultury naukowej zorientowanej na kosmos i podbój kosmosu, poświęcone zarówno astronomii, jak i astronautyce. Zlokalizowany w Tuluzie Cité de l’espace został zainaugurowany w czerwcu 1997 roku. 
Cité de l’espace umożliwia odwiedzającym odkrycie pełnowymiarowej repliki rakiety Ariane 5 (53 metry wysokości), statku kosmicznego Sojuz i satelity obserwacyjnego Ziemi ERS. Można również odwiedzić model inżynieryjny stacji kosmicznej Mir z całym jej wyposażeniem. Centrum jest również wyposażone w kopułę obserwacyjną La Coupole de l'Astronome. 
W ciągu 20 lat istnienia odwiedziło to miejsce prawie 5 milionów gości. 